# متوسط حسابي
المتوسط الحسابي، أو الوسط الحسابي، وأحياناً المعدّل (بالإنجليزية: arithmetic mean)‏ في الرياضيات والإحصاء هو قيمة تتجمع حولها قيم مجموعة ويمكن من خلالها الحكم على بقية قيم المجموعة، فتكون هذه القيمة هي الوسط الحسابي.

## مقدمة
رياضياً، يحسب الوسط الحسابي بجمع قيم عناصر المجموعة المراد إيجاد وسطها، ويقسم المجموع على عدد العناصر. على سبيل المثال، لنفرض بأن لدينا العينة التالية {\displaystyle \operatorname {X} =(x_{1},\ldots ,x_{n})}، حيث ان {\displaystyle n} هو حجم العينة، فالوسط الحسابي {\displaystyle {\bar {x}}} لهذه للعينة هو:
{\displaystyle {\bar {x}}={\frac {1}{n}}\sum _{i=1}^{n}x_{i}={\frac {1}{n}}(x_{1}+\cdots +x_{n}).}
أمّا للتنويه إلى معدّل مجموعة كاملة، يستخدم عادة الحرف الإغريقي «مو» {\displaystyle \mu }. ويستخدم نفس الحرف عادة للإشارة إلى القيمة المتوقعة أو المعدل الاحتمالي لمتغير عشوائي ما. فمثلاً، إذا كانت العيّنة X هي عبارة عن مجموعة أعداد عشوائية ذات معدل احتمالي مساوٍ لـ{\displaystyle \mu }، فإنّ لكل عدد من العيّنة، {\displaystyle x_{i}} قيمة متوقعة تساوي {\displaystyle \mathbb {E} \left[x_{i}\right]=\mu }.
في الواقع، فهنالك اختلاف هام بين {\displaystyle \mu } و{\displaystyle {\bar {x}}}، فالأوّل يشير إلى معدّل المجموعة كلّها (على سبيل المثال، معدّل أعمار جميع السكّان في دولة ما)، في حين أنّه على أرض الواقع يكون بحوزتنا، على العموم، عيّنة جزئية من المجموعة الكاملة نستطيع حساب معدّلها، وهذا الذي يشار إليه بواسطة الثاني. وبما أنّ العيّنة التي نحصل عليها غالبًا ما تكون عشوائيّة، تكون القيمة {\displaystyle {\bar {x}}} هي نفسها متغيّرًا عشوائيًا ذات توزيع احتمالي ما.
بالإضافة إلى ذلك، فإذا كان {\displaystyle X} هو متغيّرًا عشوائيًا نأخذ منه عيّنة تلو الأخرى، فإنّ المعدّل الحسابي يتقارب نحو نهاية هي القيمة المتوقّعة لكل عيّنة (أي {\displaystyle \mu }). هذا الأمر صحيح بموجب قانون الأعداد الكبيرة. بما معناه أنّه بالإمكان استخدام المتوسط الحسابي للعيّنات كمقدّر للقيمة المتوقّعة الحقيقية للمتغير العشوائي.
ليس المتوسط الحسابي هو الوحيد المستخدم، فهنالك المتوسط الهندسي والمتوسط التوافقي، وعدد من المتوسطات التي تعطي ترجيحًا مختلفًا لكل عيّنة.

## خواص المعدّل الحسابي

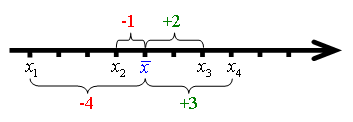
المعدّل الحسابي يقع بين أكبر وأصغر عددين في المجموعة التي حسب منها المعدّل. كذلك، فإنّ مجموع أبعاد المعدّل عن الأعداد في المجموعة يساوي صفرًا.

- يكون المتوسط الحسابي محصورًا دائمًا بين أكبر وأصغر عدد في العيّنة. بل وأكثر من ذلك - إنّ المتوسط الحسابي لمجموعة أعداد {\displaystyle \operatorname {X} =(x_{1},\ldots ,x_{n})} هو النقطة على محور الأعداد التي مجموع أبعادها عن كل نقطة في المجموعة يساوي صفر.
- إنّ المتوسط الحسابي ليس معلومة إحصائية قويّة، بمعنى أنّه حسّاسٌ جدًا لوجود أيّة عيّنات شاذّة، كتلك التي تبعد بعدًا كبيرًا عن معظم العيّنات - كلّما كانت العيّنة الشاذة أبعد، كان تأثيرها أكبر. كما يعاب على المتوسط الحسابي أن قيمته قد لا تنتمي إلى مجموعة العينات فقيمة المتوسط مثلاً قد تكون عدد نسبي بينما العينات أعداد صحيحة. مفهوم إحصائي آخر يشبه المتوسط الحسابي ولكنه أقوى منه هو الوسيط، وهو مساوٍ لقيمة العيّنة الموجودة بالضبط في منتصف مجموعة العيّنات إذا ما قمنا بترتيبها بشكل تصاعدي. بهذا الشكل، فإنّ وجود عيّنة شاذّة سيتسبّب فقط في تغيير بسيط في قيمة العيّنة الموجودة في الوسط.
- يستعمل حساب المعدّل كثيرًا للتغلّب على ضجيج في أنظمة معيّنة، خاصة تلك الإلكترونيّة المصحوبة بضوضاء بشتّى الترددات. على سبيل المثال، إذا أردنا تصوير صورة معيّنة، ولكنّ كل صورة نحصل عليها تكون مصحوبة بضوضاء بيضاء، فبالإمكان التغلّب على هذه الضوضاء بواسطة أخذ سلسلة من الصور لنفس المشهد. فلكل عنصورة، يتم حساب القيمة المعدلة للعنصورة بواسطة حساب المتوسط الحسابي للقيم التي حصلت عليها العنصورة في كل صورة. ولأنّ الضوضاء بيضاء (ذات قيمة متوقّعة تساوي صفرًا)، فإنّ عملية المتوسط الحسابي ستخفّف من تأثيرها. بما معناه، أنّه بالإمكان اعتبار عملية المتوسط الحسابي كأنّها ضرب من مرشحات الترددات المنخفضة.
- في أية عينة، مجموع انحرافات القيم عن الوسط الحسابي للعينة يساوي صفرا، مثال مجموع انحرافات القيم 1,3,5,7,9 عن وسطها الحسابي هو: الوسط الحسابي= (1+3+5+7+9)/5=5 إذا

(1-5)+(3-5) +(5-5)+(7-5)+(9-5)= -4+(-2)+0+2+4=0

## أمثلة
إذا كانت لديك ثلاثة أرقام، فمن أجل حساب المتوسط الحسابي، تقوم بالعملية التالية: {\displaystyle {\frac {x_{1}+x_{2}+x_{3}}{3}}}